# Röntgenoptiek
Röntgenoptiek is een tak van de optica, die gericht is op de eigenschappen van röntgenstraling.

## Brekingsindex
Röntgenstraling verschilt van andere vormen van elektromagnetische straling doordat de brekingsindex van veel materialen vrijwel gelijk aan één is. Daardoor is het niet nuttig een röntgenlens te slijpen: de straling zou er recht, bijna zonder afbuigen, doorheen gaan (tenzij er strooiing of absorptie optreedt).
De brekingsindices zijn echter niet precies één, maar wijken afhankelijk van het materiaal en de gebruikte golflengte een beetje daarvan af. Daarom is het wel mogelijk röntgenstralen te spiegelen, maar daartoe moet de hoek van inval bijna 90° zijn en de spiegel uitermate vlak.

## Collimators
De richting waarin de fotonen zich bewegen is vaak erg verschillend in een bundel röntgenstraling. Door de bundel bijvoorbeeld door een pijpje met een heel klein gaatje aan beide uiteinden te sturen is het mogelijk alleen die fotonen door te laten die vrijwel rechtuit door het pijpje gevlogen zijn. Een dergelijk object heet een collimator. Het nadeel van een collimator is dat het merendeel van de beschikbare bundel als nutteloze straling weggegooid wordt. De gecollimeerde bundel heeft dus maar een fractie van de intensiteit van de oorspronkelijke bundel.

## Monochromators
Het is mogelijk gebruik te maken van de diffractie van een eenkristal om röntgenstralen monochromatisch te maken. Het kristal moet voor een bepaalde golflengte namelijk in een heel bepaalde stand gezet worden wil er diffractie plaatsvinden. Dit licht wordt dan onder een heel bepaalde hoek afgebogen. Indien het dit doet voor een bepaalde golflengte blijven andere golflengtes gewoon rechtdoor gaan. De afgebogen bundel is dus (bijna) monochromatisch.

## Focusseren
Door het kristal van de monochromator een beetje te buigen is het mogelijk de afgebogen bundel ervan te focusseren.